# Петров Дмитро Дмитрович
Дмитро́ Дми́трович Петро́в (рос. Дмитрий Дмитриевич Петров, відомий також як Ілля Лєший та під іншими псевдонімами; 9 вересня 1989 — 19 квітня 2023, Бахмут, Україна) — російський активіст-анархіст, антрополог-етнограф, кандидат історичних наук. З лютого 2022 року — доброволець ЗСУ, загинув у бою під Бахмутом.

## Життєпис
З 2004 року, ще коли був підлітком, долучився до анархістського руху. У 2000-х роках був відомий серед російських анархістів під псевдо Еколог, через свою діяльність із захисту довкілля. Був залучений до організації протестів проти будівництва сміттєспалювальних заводів, захисту Битцевського парку та Хімкинського лісу тощо. Крім природозахисної діяльності, також брав участь у вуличній боротьбі з російськими неонацистами, діяльності анархістської профспілки Міжпрофесійний союз трудящих, соціальних протестах (зокрема, проти виселення мешканців гуртожитків), незалежному книговидавництві та проведенні культурно-просвітницьких заходів. Брав участь у спробах організувати незалежну студентську профспілку та видавав незалежний студентський журнал «Єретик».
З 2009 року був учасником партизанської боротьби проти російського режиму, був співзасновником Чорного блогу, колектив якого брав участь і висвітлював радикальні акції анархістів, такі як підпали будівельної техніки в місцях незаконних забудов, поліцейських машин і відділків, військкоматів, офісів «Єдиної Росії». Сам Дмитро Петров брав безпосередню участь у підпалі пункту ДПС та інших акціях прямої дії.
Брав участь у протестах на Болотній в Росії (2011—2012), у Революції гідності в Україні (2013—2014) та в масових виступах у Білорусі (2020). Для участі в білоруських протестах нелегально перейшов українсько-білоруський кордон, оскільки в Білорусі йому загрожувала екстрадиція до Росії.
У роки після Майдану захистив кандидатську дисертацію на тему «Сакральна географія східних районів Архангельської області», працював науковим співробітником Центру цивілізаційних та регіональних досліджень Інституту Африки РАН. Натхненний статтею Девіда Гребера про соціальну революцію в Рожаві, у 2017 році провів шість місяців у Сирійському Курдистані, де вивчав мову курманджі, місцевий досвід самоорганізації та соціальних перетворень, а також підтримував боротьбу курдів проти Ісламської Держави. Займався популяризацією інформації про Курдистан і Близький Схід загалом у рамках дослідного проєкту «Hevale: Революція в Курдистані», виступив співавтором та одним із упорядників книг «Життя без держави: Революція в Курдистані» та «Квіти пустелі: 10 років революції в Рожаві», а також перекладачем дослідження «Курдистан. Реальна демократія в умовах війни та блокади». Його матеріали про Курдистан з'являлися також в українських виданнях «Спільне» і «Політична критика».
Під час перебування в Курдистані дізнався, що ним зацікавилось ФСБ і на тлі переслідувань активістів анархістського та антифашистського руху путінським режимом вирішив не повертатися в Росію, натомість 2018 року переїхав у Київ.
Після початку російського вторгнення брав участь у створенні «антиавторитарного взводу» в теробороні Київської області, а також ініціативи «Комітет спротиву» та низки волонтерських мереж солідарності. Згодом перевівся в 95-ту бригаду, у складі якої восени-взимку воював під Сватово і Кремінною. Навесні 2023 року перейшов в інший підрозділ, у складі якого воював під Бахмутом.
Був співзасновником Бойової організації анархо-комуністів (БОАК). У прощальному листі, який він передав БОАК на випадок своєї загибелі на фронті, він написав, що залишиться членом організації й після своєї смерті.
За релігійними поглядами був рідновіром, належав до руху pagan-antifa.
Загинув у бою під Бахмутом разом з ірландським соціалістом Фінбаром Кафферкі та громадянином США, афроамериканським активістом Ендрю «Гаррісом» Купером.